# Ednodio Quintero
Ednodio José Quintero Montilla, né le 11 mars 1947 à Las Mesitas, Trujillo (Venezuela), est un écrivain, essayiste, spécialiste du Japon et professeur d'université vénézuélien.

## Biographie
Ednodio Quintero naît en 1947 à Las Mesitas.
Auteur de nouvelles, romancier et essayiste, ses histoires sont habitées par des animaux ou des êtres humains soumis à un processus de métamorphose kafkaïenne.

## Œuvres

### Nouvelles
- La muerte viaja a caballo (1974)
- Volveré con mis perros (1975)[3]
- El agresor cotidiano (1978)
- La línea de la vida (1988)
- Cabeza de cabra y otros relatos (1993)
- El combate (1995)
- El corazón ajeno (2000)
- Los mejores relatos: visiones de Kachgar (2007)
- El arquero dormido y otros relatos (2010)
- Recueils de ses nouvelles complètes[4],[5],[6] : 
  - Combates (2009)
    - traduit en français Le combat & autres nouvelles, La Bauche, À plus d'un titre, 2010

  - Ceremonias (2013)
  - Cuentos completos (2017)
  - Cuentos salvajes (2019)

### Romans
- La danza del Jaguar (1991)[2]
- La bailarina de Kachgar (1991)[3]
- El rey de las ratas  (1994)[2]
- El cielo de Ixtab (1995)[2]
- Lección de física (2000)
- Mariana y los comanches (2004)
- Confesiones de un perro muerto (2006)[2]
- El hijo de Gengis Khan (2013)[1]
  - traduit en français[7] sous le titre  Le Fils de Gengis Khan, édition bilingue, Presses universitaires de Lyon, 2019
- El amor es más frío que la muerte (2017)[8]

### Essais
- De narrativa y narradores (1996)
- Visiones de un narrador (1997)

### Scénarios
- Rosa de los vientos (1975)
- Cubagua (1987)

### Traductions
- Jun'ichirō Tanizaki, La gata, Shozo y sus dos mujeres (2011, avec Ryukichi Terao)
- Jun'ichirō Tanizaki, Historia de la mujer convertida en mono: siete cuentos japoneses (2007, avec Ryukichi Terao)
- Ryūnosuke Akutagawa, El mago: trece cuentos japoneses (2012, avec Ryukichi Terao)